# Desire (album de Bob Dylan)
Desire este al 17-lea album de studio al cântărețului Bob Dylan lansat de Columbia Records în ianuarie 1976.
Pe album se regăsește același grup de muzicieni cu care Dylan a colaborat și în timpul turneelor Rolling Thunder Revue cu un an în urmă. Pe o mare parte din cântece este prezentă ca voce de fundal, necunoscută pe atunci, Emmylou Harris. Versurile au fost scrise de Jacques Levy și Dylan, iar melodiile, întinse ca durată, au născut unele controverse, cum ar fi cântecul „Joey” ce se întinde peste 11 minute și care îl ridică în slăvi pe unul dintre cei mai violenți gangsteri, Joey Gallo.
Urmat succesului Blood on the Tracks, Desire a ajuns pe primul loc în topul Billboard al albumelor pop staționând pentru 5 săptămâni și devenind unul dintre cele mai bine vândute albume ale artistului. În Regatul Unit s-a clasat pe locul 3 și a fost considerat albumul anului de către revista NME.

## Listă de piese
1. „Hurricane” (8:33)
2. „Isis” (6:58)
3. „Mozambique” (3:00)
4. „One More Cup of Coffee” (Dylan) (3:43)
5. „Oh, Sister” (4:05)
6. „Joey” (11:05)
7. „Romance in Durango” (5:50)
8. „Black Diamond Bay” (7:30)
9. „Sara” (Dylan) (5:29)

Toate cântecele au fost scrise de Bob Dylan și Jacques Levy cu excepția celor notate.

## Discuri single
- „Hurricane” (1975)